# 1978

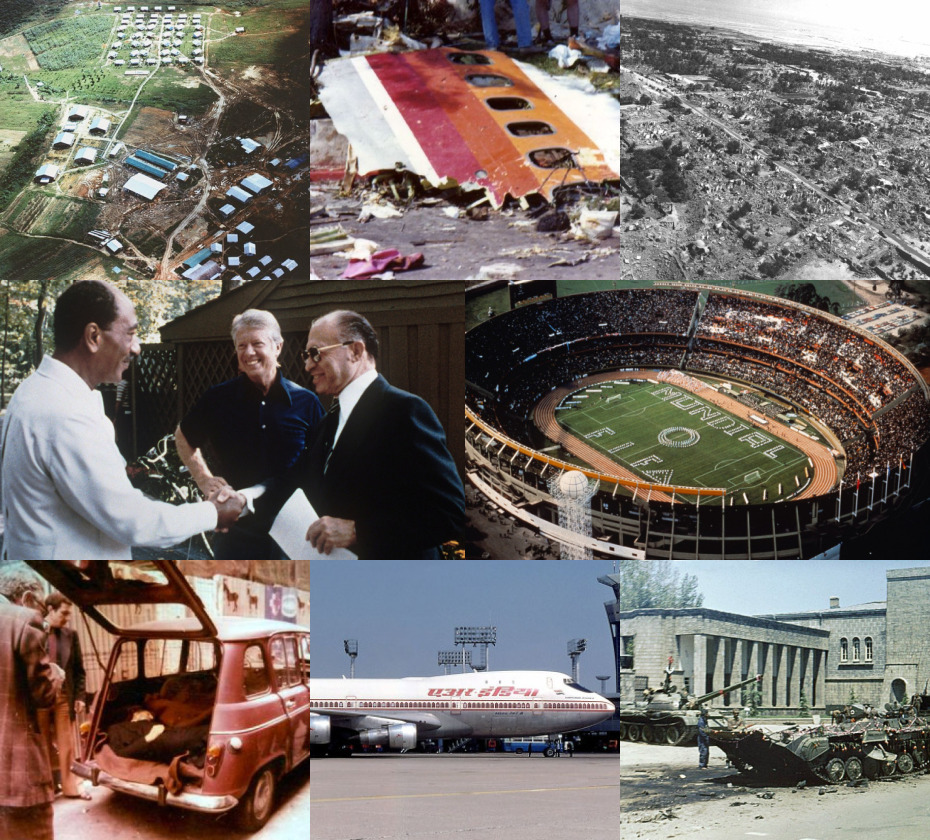

1978 (MCMLXXVIII) là một năm thường bắt đầu vào Chủ nhật của lịch Gregory, năm thứ 1978 của Công nguyên hay của Anno Domini, the năm thứ 978  của thiên niên kỷ 2, năm thứ 78  của thế kỷ 20, và năm thứ  9   của thập niên 1970. 

## Sự kiện
- 1 tháng 1: 
  - Willy Ritschard trở thành tổng thống Thụy Sĩ
  - Vương quốc Anh, Ireland và Đan Mạch trở thành thành viên của Liên minh châu Âu
  - Bombay, Ấn Độ. Một Boeing 747 của Air India nổ và rơi xuống biển. Tất cả 213 người trên máy bay đều đã chết
- 13 tháng 1: Đài Phát thanh - Truyền hình Long An chính thức được thành lập
- 25 tháng 1: Swaziland trở thành thành viên trong UNESCO
- 15 tháng 2: Kap Verde trở thành thành viên trong UNESCO
- 24 tháng 2: Tây Ban Nha gia nhập Hội đồng châu Âu
- 27 tháng 4: Afghanistan. Đảo chính của giới quân đội chống lại Mohammad Daud. Taraki trở thành tổng thống mới.
- 17 tháng 6: Jacques de Larosière, Pháp, trở thành giám đốc của Quỹ tiền tệ quốc tế (IMF)
- 26 tháng 6: Đánh bom trong lâu đài Versailles
- 17 tháng 7: Ali Abdallah Saleh trở thành tổng thống của Yemen
- 26 tháng 8: Johannes Paul I được bầu làm Giáo hoàng
- 16 tháng 9: Động đất 7,8 độ Richter trong Iran, khoảng 15.000 người chết
- 19 tháng 9: Solomon Island trở thành thành viên của Liên Hợp Quốc
- 1 tháng 10: Tuvalu độc lập
- 16 tháng 10: Karol Józef Wojtyła đắc cử ngôi vị Giáo hoàng thứ 264 của Giáo hội Công giáo Rôma, Thánh hiệu Gioan Phaolô II. Vị Giáo hoàng đầu tiên đến từ Ba Lan
- 2 tháng 11: Namibia trở thành thành viên trong UNESCO
- 3 tháng 11: Dominica độc lập
- 11 tháng 11: Maumoon Abdul Gayoom trở thành tổng thống Maldives
- 8 tháng 12: Dominica trở thành thành viên Liên Hợp Quốc
- 23 tháng 12: Palermo, Ý. Một chiếc Douglas DC-9 của Alitalia rơi. 21 người được cứu thoát, 108 người đã chết.
- 25 tháng 12: Việt Nam đánh trả Khmer Đỏ trên lãnh thổ Campuchia
- 27 tháng 12: Tây Ban Nha Hiến pháp mới có hiệu lực

## Sinh

### Tháng 1
- 1 tháng 1:
  - Nina Bott, nữ diễn viên Đức
  - Yohann Diniz, vận động viên marathon Pháp
- 2 tháng 1: Dawit Mudschiri, cầu thủ bóng đá
- 3 tháng 1: Mike York, vận động viên khúc côn cầu trên băng Mỹ
- 4 tháng 1:
  - Marius Ebbers, cầu thủ bóng đá Đức
  - Alexander Weber, vận động viên thể thao
- 5 tháng 1:
  - January Jones, nữ diễn viên Mỹ
  - Franck Montagny, đua xe người Pháp (Công thức 1)
  - Emilia Rydberg, nữ ca sĩ người Thụy Điển
- 8 tháng 1: Leonardo Bertagnolli, tay đua xe đạp Ý
- 9 tháng 1: A.J. McLean, nam ca sĩ Mỹ, thành viên Backstreet Boys
- 10 tháng 1:
  - Facundo Quiroga, cầu thủ bóng đá Argentina
  - Tanel Tein, cầu thủ bóng rổ Estonia
- 14 tháng 1: Shawn Crawford, vận động viên điền kinh Mỹ
- 15 tháng 1: 
  - Franco Pellizotti, tay đua xe đạp Ý
  - Yamazaki Vanilla, katsudō-benshi, seiyū Nhật Bản
- 17 tháng 1: Ingo Rust, chính trị gia Đức
- 18 tháng 1:
  - Sebastian Siedler, tay đua xe đạp Đức
  - Stev Theloke, vận động viên bơi lội Đức
  - Thor Hushovd, tay đua xe đạp Na Uy
- 19 tháng 1: Katja Kipping, nữ chính trị gia Đức
- 23 tháng 1: Markus Dworrak, cầu thủ bóng đá Đức
- 25 tháng 1: Denis Nikolayevich Menchov, tay đua xe đạp Nga
- 26 tháng 1: Adam Svoboda, vận động viên khúc côn cầu trên băng Séc
- 27 tháng 1: Robert Förster, tay đua xe đạp Đức
- 28 tháng 1:
  - Jamie Carragher, cầu thủ bóng đá người Anh
  - Gianluigi Buffon, cầu thủ bóng đá người Ý
  - Pape Bouba Diop, cầu thủ bóng đá

### Tháng 2
- 1 tháng 2: 
  - K'naan, nhà soạn nhạc và ca sĩ nổi tiếng người Canada gốc Somali
  - Marion Wagner, nữ vận động viên điền kinh Đức
- 3 tháng 2: Joan Capdevila, cầu thủ bóng đá Tây Ban Nha
- 4 tháng 2: 
  - Đoan Trang, ca sĩ, diễn viên Việt Nam
  - Nguyễn Thị Thu Hà, đại biểu Quốc hội Việt Nam
  - Thúy Hạnh, người mẫu, dẫn chương trình người Việt Nam
- 7 tháng 2:
  - Daniel van Buyten, cầu thủ bóng đá Bỉ
  - Adama Njie, nữ vận động viên điền kinh
  - Ashton Kutcher, diễn viên Mỹ
- 13 tháng 2: Edsilia Rombley, nữ ca sĩ Hà Lan
- 14 tháng 2: Rie Rasmussen, người mẫu Đan Mạch, nữ diễn viên
- 15 tháng 2: Yiruma, nghệ sĩ dương cầm Hàn Quốc
- 16 tháng 2: Vala Flosadóttir, nữ vận động viên điền kinh
- 18 tháng 2:
  - Josip Šimunić, cầu thủ bóng đá Croatia
  - Rubén Xaus, người đua mô tô Tây Ban Nha
- 20 tháng 2:
  - Julia Jentsch, nữ diễn viên Đức
  - Lauren Ambrose, nữ diễn viên
- 22 tháng 2: Trần Tư Thành, diễn viên nam người Trung Quốc
- 23 tháng 2: Lars Klingbeil, chính trị gia Đức
- 28 tháng 2: Benjamin Raich, vận động viên chạy ski Áo

### Tháng 3
- 3 tháng 3: Britta Carlson, nữ cầu thủ bóng đá Đức
- 4 tháng 3: Giovanni Zarrella, ca sĩ nhạc pop Đức
- 10 tháng 3: André Höhne, vận động viên điền kinh Đức
- 11 tháng 3:
  - Didier Drogba, cầu thủ bóng đá Bờ Biển Ngà
  - Albert Luque, cầu thủ bóng đá Tây Ban Nha
- 12 tháng 3: Daniel Becke, tay đua xe đạp Đức
- 14 tháng 3: Pieter van den Hoogenband, vận động viên bơi lội Hà Lan
- 18 tháng 3: Brooke Hanson, nữ vận động viên bơi lội Úc
- 21 tháng 3:
  - Rani Mukherjee, nữ diễn viên Ấn Độ, người mẫu
  - Kevin Federline, nghệ sĩ múa Mỹ, diễn viên
- 22 tháng 3: Heinz Winckler, nam ca sĩ Nam Phi
- 23 tháng 3:
  - Wálter Samuel, cầu thủ bóng đá Argentina
  - Nicholle Tom, nữ diễn viên Mỹ
- 24 tháng 3: Bertrand Gille, cầu thủ bóng ném Pháp
- 28 tháng 3: Nafisa Joseph, người mẫu Ấn Độ (mất 2004)
- 29 tháng 3: Mattias Andersson, thủ môn bóng ném Thụy Điển
- 30 tháng 3: Christoph Spycher, cầu thủ bóng đá chuyên nghiệp Thụy Sĩ

### Tháng 4
- 4 tháng 4: Lemar, nam ca sĩ Anh
- 5 tháng 4:
  - Dwain Chambers, vận động viên điền kinh Anh
  - Franziska van Almsick, nữ vận động viên bơi lội Đức
- 8 tháng 4: Nico Frommer, cầu thủ bóng đá Đức
- 9 tháng 4:
  - Vesna Pisarović, nữ ca sĩ Croatia, nhà soạn nhạc
  - Jorge Andrade, cầu thủ bóng đá Bồ Đào Nha
- 12 tháng 4: Trần Hùng Huy, CEO ACB
- 13 tháng 4: Sylvie van der Vaart, nữ diễn viên, người mẫu
- 15 tháng 4: Philippe Baden Powell de Aquino, nghệ sĩ dương cầm Brasil
- 17 tháng 4: Monika Bergmann-Schmuderer, nữ vận động viên chạy ski Đức
- 18 tháng 4: Maxim Podoprigora, vận động viên bơi lội Áo
- 19 tháng 4:
  - Gabriel Heinze, cầu thủ bóng đá Argentina
  - Dorothee Mantel, nữ chính trị gia Đức, nghị sĩ quốc hội liên bang
  - James Franco, diễn viên Mỹ
- 20 tháng 4:
  - Stefan Wächter, thủ môn bóng đá Đức
  - Ferdinand Peroutka, nhà văn Séc, nhà xuất bản
- 22 tháng 4: Marc Pircher, nhạc sĩ Áo
- 23 tháng 4: Võ Thành Tâm, diễn viên người Việt Nam
- 24 tháng 4: Ronny Scholz, tay đua xe đạp Đức
- 25 tháng 4: Vân Khánh, nữ ca sĩ Việt Nam
- 26 tháng 4: Peter Madsen, cầu thủ bóng đá Đan Mạch
- 27 tháng 4: Thân Thúy Hà, diễn viên Việt Nam
- 28 tháng 4: Nate Richert, diễn viên Mỹ
- 30 tháng 4: Joachim Boldsen, vận động viên bóng ném Đan Mạch

### Tháng 5
- 3 tháng 5: Lê Quốc Phong, chính trị gia Việt Nam
- 8 tháng 5: Lúcio, cầu thủ bóng đá đội tuyển quốc gia Brasil
- 10 tháng 5: Mithat Demirel, cầu thủ bóng rổ Đức
- 11 tháng 5: Laetitia Casta, người mẫu Pháp
- 12 tháng 5: Jason Biggs, diễn viên Mỹ
- 14 tháng 5: Gustavo Antonio Varela, cầu thủ bóng đá
- 15 tháng 5: Egoi Martínez, tay đua xe đạp Tây Ban Nha
- 18 tháng 5: Ricardo Carvalho, cầu thủ bóng đá Bồ Đào Nha
- 21 tháng 5: Briana Banks, nữ diễn viên phim khiêu dâm Mỹ
- 22 tháng 5: Katie Price, người mẫu Anh
- 26 tháng 5: Benji Gregory, diễn viên Mỹ
- 29 tháng 5: Sébastien Grosjean, vận động viên quần vợt Pháp
- 30 tháng 5: Martin Rother, diễn viên Đức

### Tháng 6
- 1 tháng 6: Hasna Benhassi, nữ vận động viên điền kinh người Maroc
- 2 tháng 6: Nikki Cox, nữ diễn viên người Mỹ
- 3 tháng 6:
  - Michael Clivot, chính trị gia người Đức
  - Di Li (Nguyễn Diệu Linh), nữ nhà văn, dịch giả người Việt Nam
- 5 tháng 6: Fernando Meira, cầu thủ bóng đá người Bồ Đào Nha
- 9 tháng 6:
  - Miroslav Klose, cầu thủ bóng đá người Đức
  - Duy Trường (Trần Quốc Dũng), ca sĩ người Việt Nam/Mỹ
- 11 tháng 6:
  - Jasmin Hutter, nữ chính trị gia người Thụy Sĩ
  - Joshua Jackson, diễn viên người Mỹ
- 13 tháng 6:
  - Natalie Alison, nữ diễn viên người Áo
  - Mathis Künzler, diễn viên người Thụy Sĩ
- 16 tháng 6: Daniel Brühl, diễn viên người Đức
- 19 tháng 6:
  - Dirk Nowitzki, cầu thủ bóng rổ người Đức
  - Glennis Grace, nữ ca sĩ người Hà Lan
  - Quang Lập, ca sĩ người Việt Nam
- 20 tháng 6:
  - Nils Schumann, vận động viên điền kinh người Đức
  - Frank Lampard, cầu thủ bóng đá người Anh
- 26 tháng 6: Juan Román Riquelme, cầu thủ bóng đá người Argentina
- 27 tháng 6:
  - Petra Frey, nữ ca sĩ người Áo
  - Marc Terenzi, ca sĩ người Mỹ
- 30 tháng 6: Đỗ Bảo, nhạc sĩ, nhà sản xuất âm nhạc người Việt Nam

### Tháng 7
- 1 tháng 7:
  - Hillary Tuck, nữ diễn viên Mỹ
  - Christoph Dabrowski, cầu thủ bóng đá Đức
- 2 tháng 7: Darlington Omodiagbe, cầu thủ bóng đá
- 3 tháng 7: Kim nhà thờ, tay đua xe đạp Luxembourg
- 4 tháng 7: Emile Mpenza, cầu thủ bóng đá chuyên nghiệp Bỉ
- 7 tháng 7: Marcus Ahlm, vận động viên bóng ném Thụy Điển
- 8 tháng 7: Dimitrios Grammozis, cầu thủ bóng đá Hy Lạp
- 9 tháng 7:
  - Linda Park, nữ diễn viên
  - Gulnara Samitova, nữ vận động viên điền kinh Nga
- 10 tháng 7: Christina Roslyng, nữ vận động viên bóng ném Đan Mạch
- 11 tháng 7: Filiz Polat, nữ chính trị gia
- 12 tháng 7:
  - DJ Qualls, diễn viên Mỹ
  - Michelle Rodríguez, nữ diễn viên Mỹ
  - Topher Grace, diễn viên Mỹ
  - Katrine Fruelund, nữ vận động viên bóng ném Đan Mạch
- 13 tháng 7:
  - Antonio da Silva, cầu thủ bóng đá Brasil
  - Marcus Andreasson, cầu thủ bóng đá Thụy Điển
- 14 tháng 7: Mattias Ekström, đua ô tô Thụy Điển
- 15 tháng 7: Stephan Schreck, tay đua xe đạp Đức
- 17 tháng 7:
  - Dolores Fonzi, nữ diễn viên Argentina
  - Katharine Towne, nữ diễn viên Mỹ
- 18 tháng 7:
  - Rogier Oosterbaan, vận động viên chạy ski Hà Lan
  - Ben Sheets, cầu thủ bóng chày Mỹ
- 20 tháng 7:
  - Zoltan Fejer-Konnerth, vận động viên bóng bàn
  - Elliot Yamin, nam ca sĩ Mỹ
- 21 tháng 7: Josh Hartnett, diễn viên Mỹ
- 23 tháng 7:
  - Stuart Elliott, cầu thủ bóng đá Bắc Ireland
  - Stefanie Sun, nữ ca sĩ
- 25 tháng 7:
  - Lisa Maria Potthoff, nữ diễn viên Đức
  - Francisco Peña, cầu thủ bóng đá Tây Ban Nha

### Tháng 8
- 2 tháng 8: Goran Gavrančić, cầu thủ bóng đá Serbia
- 5 tháng 8: Kim Gevaert, nữ vận động viên điền kinh Bỉ
- 7 tháng 8: Juan Miguel Mercado, tay đua xe đạp Tây Ban Nha
- 8 tháng 8: Alexander Bugera, cầu thủ bóng đá Đức
- 9 tháng 8: Audrey Tautou, nữ diễn viên Pháp
- 10 tháng 8: Oli P., diễn viên Đức, nam ca sĩ
- 13 tháng 8: Beniamin Mwaruwari, cầu thủ bóng đá Zimbabwe
- 15 tháng 8: Christopher Brown, vận động viên điền kinh
- 18 tháng 8: Steve Chen, đồng sáng lập YouTube
- 23 tháng 8: Kobe Bryant, cầu thủ bóng rổ Mỹ (m. 2020)
- 24 tháng 8: Yves Allegro, vận động viên quần vợt Thụy Sĩ
- 25 tháng 8: Christian Maicon Hening, cầu thủ bóng đá chuyên nghiệp Brasil
- 29 tháng 8: Jens Boden, vận động viên chạy đua trên băng Đức

### Tháng 9
- 3 tháng 9: Ngô Chí Hằng (Connie Ng), nữ YouTuber người Hồng Kông.
- 4 tháng 9:
  - Wes Bentley, diễn viên Mỹ
  - Michael V Knudsen, vận động viên bóng ném Đan Mạch
  - Danijel Ljuboja, cầu thủ bóng đá
- 6 tháng 9: Süreyya Ayhan, nữ vận động viên điền kinh Thổ Nhĩ Kỳ
- 8 tháng 9: Marco Sturm, vận động viên khúc côn cầu trên băng Đức
- 11 tháng 9:
  - Dejan Stanković, cầu thủ bóng đá Serbia
  - Edward Reed, cầu thủ football Mỹ
  - Else-Marthe Sørlie-Lybekk, nữ vận động viên bóng ném Na Uy
- 12 tháng 9:
  - Lukáš Došek, cầu thủ bóng đá Séc
  - Benjamin McKenzie, diễn viên Mỹ
- 15 tháng 9: Marko Pantelić, cầu thủ bóng đá Serbia
- 16 tháng 9: Claudia Marx, nữ vận động viên điền kinh Đức
- 19 tháng 9: Mariano Puerta, vận động viên quần vợt Argentina
- 20 tháng 9: Sarit Hadad, nữ ca sĩ Israel
- 23 tháng 9: Ingrid Jacquemod, nữ vận động viên chạy ski Pháp
- 29 tháng 9:
  - Karen Putzer, nữ vận động viên chạy ski Ý
  - Kurt Nilsen, nhạc sĩ Na Uy

### Tháng 10
- 2 tháng 10: Simon Pierro, ảo thuật gia Đức
- 3 tháng 10:
  - Gerald Asamoah, cầu thủ bóng đá Đức
  - Claudio Pizarro, cầu thủ bóng đá đội tuyển quốc gia Peru
- 5 tháng 10: Tuấn Hưng, ca sĩ nhạc trẻ của Việt Nam
- 7 tháng 10: Phùng Thiệu Phong, diễn viên người Trung Quốc, chồng cũ của nữ diễn viên, ca sĩ Triệu Lệ Dĩnh
- 9 tháng 10: Nicky Byrne, ca sĩ nhạc pop Ireland
- 12 tháng 10: Marko Jarić, cầu thủ bóng rổ Serbia
- 13 tháng 10:
  - Jan Šimák, cầu thủ bóng đá Séc
  - Jermaine O'Neal, cầu thủ bóng rổ Mỹ
- 14 tháng 10: Allison Forsyth, nữ vận động viên chạy ski Canada
- 19 tháng 10: Ruslan Chagayev, võ sĩ quyền Anh
- 27 tháng 10: Josh Ritter, nam ca sĩ, nhà soạn nhạc
- 28 tháng 10: Justin Guarini, nam ca sĩ Mỹ
- 30 tháng 10: Gerardo Seoane, cầu thủ bóng đá Thụy Sĩ
- 31 tháng 10:
  - Inka Grings, nữ cầu thủ bóng đá Đức
  - Martin Verkerk, vận động viên quần vợt Hà Lan

### Tháng 11
- 2 tháng 11: Noah Ngeny, vận động viên điền kinh, huy chương Thế Vận Hội
- 5 tháng 11: Sonja Fuss, nữ cầu thủ bóng đá Đức
- 8 tháng 11: Ali Karimi, cầu thủ bóng đá đội tuyển quốc gia Iran
- 10 tháng 11:
  - Nadine Angerer, nữ cầu thủ bóng đá Đức
  - Ken Bardowicks, ảo thuật gia Đức
- 11 tháng 11: Erik Edman, cầu thủ bóng đá chuyên nghiệp Thụy Điển
- 12 tháng 11: Alexandra Maria Lara, nữ diễn viên Đức
- 16 tháng 11:
  - Conny Pohlers, nữ cầu thủ bóng đá Đức
  - Gerhard Tremmel, cầu thủ bóng đá Đức
- 17 tháng 11: Rachel McAdams, nữ diễn viên Canada
- 19 tháng 11: Věra Pospíšilová-Cechlová, nữ vận động viên điền kinh Séc
- 22 tháng 11: Francis Obikwelu, vận động viên điền kinh Bồ Đào Nha
- 25 tháng 11: Shiina Ringo, nữ ca sĩ Nhật Bản, nghệ sĩ dương cầm
- 27 tháng 11:
  - José Iván Gutiérrez, tay đua xe đạp Tây Ban Nha
  - John Capel, vận động viên điền kinh Mỹ
- 30 tháng 11: Gael García Bernal, diễn viên

### Tháng 12
- 2 tháng 12:
  - Trần Hùng Huy, doanh nhân người Việt Nam
  - Nelly Furtado, nữ ca sĩ
- 3 tháng 12:
  - Eva Briegel, nữ nhạc sĩ người Đức
  - Bram Tankink, tay đua xe đạp người Hà Lan
- 4 tháng 12: Mina Tander, nữ diễn viên người Đức
- 5 tháng 12: Đại Nghĩa, diễn viên, ca sĩ, dẫn chương trình người Việt Nam
- 9 tháng 12: Jesse Metcalfe, diễn viên người Mỹ
- 10 tháng 12: Anna Jesień, nữ vận động viên điền kinh người Ba Lan
- 12 tháng 12: Luciano Emilio, cầu thủ bóng đá người Brasil
- 14 tháng 12: Patty Schnyder, nữ vận động viên quần vợt người Thụy Sĩ
- 18 tháng 12: 
  - Katie Holmes, nữ diễn viên Mỹ
  - Nguyễn Quang Dũng, đạo diễn người Việt Nam
- 23 tháng 12: Estella Warren, nữ diễn viên, người mẫu người Canada
- 24 tháng 12:
  - Harald Planer, cầu thủ bóng đá
  - Yıldıray Baştürk, cầu thủ bóng đá người Thổ Nhĩ Kỳ
- 25 tháng 12: Jasmin Gerat, nữ diễn viên
- 27 tháng 12: Antje Buschschulte, nữ vận động viên bơi lội người Đức
- 28 tháng 12: John Legend, nhạc sĩ
- 29 tháng 12: Victor Agali, cầu thủ bóng đá người Nigeria
- 30 tháng 12: Tyrese Gibson, nam diễn viên, ca sĩ người Mỹ

### Không rõ ngày, tháng
- Nguyễn Công Trí, nhà thiết kế thời trang người Việt Nam

## Mất

### Tháng 1
- 7 tháng 1: Alfred von Beckerath, nhà soạn nhạc Đức, người điều khiển dàn nhạc (sinh 1901)
- 8 tháng 1: André François-Poncet, chính trị gia Pháp, nhà ngoại giao (sinh 1887)
- 13 tháng 1: Hubert H. Humphrey, chính trị gia Mỹ (sinh 1911)
- 14 tháng 1: Harold Abrahams, vận động viên điền kinh Anh (sinh 1899)
- 14 tháng 1: Kurt Gödel, nhà toán học Áo (sinh 1906)
- 21 tháng 1: Dit Clapper, vận động viên khúc côn cầu trên băng Canada (sinh 1907)
- 22 tháng 1: Léon-Gontran Damas, nhà văn (sinh 1912)
- 24 tháng 1: Georges Speicher, tay đua xe đạp Pháp (sinh 1907)
- 28 tháng 1: Arnold Hauser, sử gia về nghệ thuật (sinh 1892)

### Tháng 2
- 1 tháng 2: Roland Kohlsaat, họa sĩ vẽ tranh cho truyện comic Đức, họa sĩ vẽ tranh minh họa, tác giả (sinh 1913)
- 11 tháng 2: Harry Martinson, nhà văn, Giải Nobel (văn học) (sinh 1904)
- 12 tháng 2: Kurt Angstmann, chính trị gia Đức (sinh 1915)
- 15 tháng 2: Josef Pelz von Felinau, nhà văn Áo, diễn viên (sinh 1895)
- 18 tháng 2: Maggie McNamara, nữ diễn viên Mỹ (sinh 1928)
- 22 tháng 2: Harold Glen Borland, nhà văn Mỹ (sinh 1900)
- 22 tháng 2: Joachim Büchner, vận động viên điền kinh Đức (sinh 1905)
- 23 tháng 2: Paul Yoshigorō Taguchi, tổng Giám mục Osaka, Hồng y Giáo chủ (sinh 1902)
- 27 tháng 2: Vadim Salmanov, nhà soạn nhạc Nga (sinh 1912)
- 28 tháng 2: Eric Frank Russell, nhà văn Anh (sinh 1905)

### Tháng 3
- 3 tháng 3: Otto Steinert, nhiếp ảnh gia Đức (sinh 1915)
- 12 tháng 3: John Cazale, diễn viên Mỹ (sinh 1935)
- 16 tháng 3: Alfred Müller-Armack, nhà kinh tế học Đức (sinh 1901)
- 18 tháng 3: Valeska Gert, nữ nghệ sĩ múa (sinh 1892)
- 18 tháng 3: Maria Neubaum, nữ nhà thơ trữ tình Đức, nữ soạn kịch (sinh 1912)
- 19 tháng 3: Carlos Torre, người đánh cờ Mexico (sinh 1905)
- 19 tháng 3: Gaston Maurice Julia, nhà toán học Pháp (sinh 1893)
- 20 tháng 3: Robert Gilbert, nhà soạn nhạc Đức, nam ca sĩ, diễn viên (sinh 1899)
- 21 tháng 3: Cearbhall Ó Dálaigh, tổng thống Ireland (sinh 1911)
- 25 tháng 3: Hanna Ralph, nữ diễn viên Đức (sinh 1885)
- 27 tháng 3: Johannes Göderitz, kiến trúc sư Đức (sinh 1888)
- 30 tháng 3: Larry Young, nhạc sĩ nhạc jazz Mỹ (nghệ sĩ đàn ống, nhà soạn nhạc) (sinh 1940)
- 31 tháng 3: Charles Best, nhà sinh lý học Mỹ, nhà hóa sinh (sinh 1899)

### Tháng 4
- 14 tháng 4: Hermann Etzel, chính trị gia Đức (sinh 1882)
- 14 tháng 4: Erwin Damerow, nhà điêu khắc Đức
- 16 tháng 4: Richard Lindner, họa sĩ Mỹ gốc Đức (sinh 1901)
- 16 tháng 4: Lucius D. Clay, chính trị gia (sinh 1897)
- 17 tháng 4: Ewald Balser, diễn viên Đức (sinh 1898)
- 20 tháng 4: Ferdinand Peroutka, nhà văn Séc, nhà xuất bản (sinh 1895)
- 21 tháng 4: Sandy Denny, nữ ca sĩ Anh (sinh 1947)
- 25 tháng 4: Zenta Mauriņa, nhà văn nữ (sinh 1897)
- 27 tháng 4: Daoed Khan, chính khách (sinh 1908)
- 27 tháng 4: John Doeg, vận động viên quần vợt Mỹ (sinh 1908)
- 28 tháng 4: Maurice Dela, nhà soạn nhạc Canada, nghệ sĩ đàn ống (sinh 1919)

### Tháng 5
- 1 tháng 5: Aram Khachaturian, nhà soạn nhạc Xô Viết (sinh 1903)
- 1 tháng 5: Hans Severus Ziegler, nhà xuất bản Đức, chính trị gia (sinh 1893)
- 6 tháng 5: Heinrich Luhmann, nhà sư phạm Đức (sinh 1890)
- 7 tháng 5: Gene Tunney, võ sĩ quyền Anh (sinh 1897)
- 8 tháng 5: Samuel Trask Dana, nhà lâm học Mỹ (sinh 1883)
- 9 tháng 5: Duncan Grant, họa sĩ Scotland (sinh 1885)
- 9 tháng 5: George Maciunas, nghệ nhân Mỹ (sinh 1931)
- 15 tháng 5: Robert Menzies, thủ tướng Úc (sinh 1894)
- 21 tháng 5: Kurt Halbritter, họa sĩ biếm họa (sinh 1924)
- 22 tháng 5: Václav Dobiaš, nhà soạn nhạc Séc (sinh 1909)
- 26 tháng 5: Tamara Karsavina, nữ vũ công ba lê Nga (sinh 1885)
- 23 tháng 5: Bertram Blank, chính trị gia Đức, nghị sĩ quốc hội liên bang (sinh 1930)
- 31 tháng 5: József Bozsik, cầu thủ bóng đá Hungary, huấn luyện viên bóng đá (sinh 1925)

### Tháng 6
- 12 tháng 6: Guo Moruo, nhà văn Trung Hoa, chính trị gia (sinh 1892)
- 20 tháng 6: Mark Robson, đạo diễn phim Canada (sinh 1913)
- 22 tháng 6: Jens Otto Krag, chính trị gia Đan Mạch (sinh 1914)
- 29 tháng 6: Bob Crane, diễn viên Mỹ (sinh 1928)

### Tháng 7
- 4 tháng 7: Carola Braunbock, nữ diễn viên Đức (sinh 1924)
- 6 tháng 7: Gustav Burmester, đạo diễn phim Đức, diễn viên (sinh 1904)
- 22 tháng 7: André Chapelon, kĩ sư Pháp (sinh 1892)
- 26 tháng 7: Mary Blair, nữ nghệ nhân Mỹ (sinh 1911)
- 29 tháng 7: Wesley La Violette, nhà soạn nhạc Mỹ (sinh 1894)
- 30 tháng 7: Michael Kraus, nghệ sĩ tạo hình Đức, nghệ nhân (sinh 1945)
- 30 tháng 7: Curt Mahr, nhà soạn nhạc Đức (sinh 1907)
- 31 tháng 7: Werner Finck, nhà văn Đức, diễn viên (sinh 1902)

### Tháng 8
- 5 tháng 8: Clemens von Podewils, nhà báo Đức, nhà văn (sinh 1905)
- 6 tháng 8: Giáo hoàng Phaolô VI, Giáo hoàng Giáo hội Công giáo Rôma (sinh 1897)
- 8 tháng 8: Hans Revenstorff, chính trị gia Đức
- 16 tháng 8: Phaolô Vu Bân, tổng Giám mục Nam Kinh, Hồng y Giáo chủ (sinh 1901)
- 17 tháng 8: Hans Wolter, nhà vật lý học Đức (sinh 1911)
- 19 tháng 8: Max Mallowan, nhà khảo cổ học (sinh 1904)
- 21 tháng 8: Charles Eames, nhà thiết kế, kiến trúc sư (sinh 1907)
- 21 tháng 8: Nicolaas Diederichs, chính trị gia Nam Phi, tổng thống (sinh 1903)
- 22 tháng 8: Ignazio Silone, nhà văn Ý (sinh 1900)
- 22 tháng 8: Jomo Kenyatta, thủ tướng Kenia (sinh 1893)
- 26 tháng 8: Charles Boyer, diễn viên Pháp (sinh 1897)
- 29 tháng 8: Karl Hartl, đạo diễn phim Áo (sinh 1899)

### Tháng 9
- 6 tháng 9: Max Decugis, vận động viên quần vợt Pháp (sinh 1882)
- 6 tháng 9: Adolf Dassler, doanh nhân Đức, người thành lập Adidas (sinh 1900)
- 7 tháng 9: Keith Moon, nhạc sĩ Anh (sinh 1946)
- 8 tháng 9: Pantscho Wladigerow, nhà soạn nhạc Bulgaria (sinh 1899
- 9 tháng 9: Jürgen Feindt, nghệ sĩ múa Đức, diễn viên (sinh 1935)
- 9 tháng 9: Jacobo Ficher, nhà soạn nhạc Argentina (sinh 1896)
- 10 tháng 9: Zita Zehner, nữ chính trị gia Đức (sinh 1900)
- 11 tháng 9: Georgi Markow, nhà văn (sinh 1929)
- 11 tháng 9: Valerian Gracias, tổng Giám mục Bombay, Hồng y (sinh 1901)
- 12 tháng 9: O. E. Hasse, diễn viên Đức, đạo diễn phim (sinh 1903)
- 19 tháng 9: Étienne Gilson, triết gia Pháp (sinh 1884)
- 20 tháng 9: Lilly Becher, nhà văn nữ, nhà nữ xuất bản. (sinh 1901)
- 20 tháng 9: Neil Johnston, cầu thủ bóng rổ Mỹ (sinh 1929)
- 21 tháng 9: Peter Vogel, diễn viên Đức (sinh 1937)
- 24 tháng 9: Ida Noddack-Tacke, nữ hóa học gia Đức (sinh 1896)
- 26 tháng 9: Karl Manne Siegbahn, nhà vật lý học Thụy Điển, Giải Nobel (sinh 1886)
- 28 tháng 9: Gioan Phaolô I, Giáo hoàng của Giáo hội Công giáo Rôma (sinh 1912)

### Tháng 10
- 3 tháng 10: George Grant Blaisdell, kĩ sư Mỹ, nhà phát minh (sinh 1895)
- 5 tháng 10: May Warden, nữ diễn viên Anh (sinh 1891)
- 8 tháng 10: Tibor Serly, nhà soạn nhạc Hungary (sinh 1901)
- 10 tháng 10: Ralph Metcalfe, vận động viên điền kinh Mỹ, huy chương Thế Vận Hội, chính trị gia (sinh 1910)
- 14 tháng 10: Bolesław Filipiak, Hồng y Giáo chủ (sinh 1901)
- 17 tháng 10: Franz Varelmann, chính trị gia Đức (sinh 1904)
- 17 tháng 10: Jean Améry, nhà văn Áo (sinh 1912)
- 17 tháng 10: Alexander Spoerl, nhà văn (sinh 1917)
- 17 tháng 10: Giovanni Gronchi, tổng thống thứ 3 của Ý (sinh 1887)
- 19 tháng 10: Gig Young, diễn viên Mỹ (sinh 1913)

### Tháng 11
- 2 tháng 11: Giuseppe Berto, nhà văn Ý (sinh 1914)
- 2 tháng 11: Fritz Mensing, chính trị gia Đức
- 8 tháng 11: Norman Rockwell, họa sĩ Mỹ, họa sĩ vẽ tranh minh họa (sinh 1894)
- 10 tháng 11: Theo Lingen, diễn viên Đức, đạo diễn phim, tác giả (sinh 1903)
- 15 tháng 11: Margaret Mead, nhà nữ nhân loại học Mỹ, nhà dân tộc học (sinh 1901)
- 18 tháng 11: Lennie Tristano, nhạc sĩ nhạc jazz Mỹ (nghệ sĩ dương cầm, nhà soạn nhạc) (sinh 1919)
- 19 tháng 11: Giorgio de Chirico, họa sĩ Ý (sinh 1888)
- 19 tháng 11: Ernst Eikhoff, cầu thủ bóng đá đội tuyển quốc gia Đức (sinh 1892)
- 26 tháng 11: Willi Steinhörster, chính trị gia Đức (sinh 1908)
- 26 tháng 11: Thanh Nga, nghệ sĩ cải lương tài sắc nổi tiếng của Việt Nam (sinh 1942).
- 27 tháng 11: Giuse Maria Trịnh Như Khuê, tổng Giám mục Hà Nội, Hồng y Giáo chủ (sinh 1898)
- 27 tháng 11: Walter Kühlthau, chính trị gia Đức
- 28 tháng 11: Carlo Scarpa, kiến trúc sư Ý (sinh 1906)

### Tháng 12
- 4 tháng 12: Samuel Abraham Goudsmit, nhà vật lý học Mỹ (sinh 1902)
- 8 tháng 12: Golda Meïr, nữ chính trị gia Israel (sinh 1898)
- 10 tháng 12: Ed Wood, đạo diễn phim Mỹ (sinh 1924)
- 14 tháng 12: Salvador de Madariaga, nhà ngoại giao Tây Ban Nha, nhà văn (sinh 1886)
- 17 tháng 12: Walter Vesper, chính trị gia Đức (sinh 1897)
- 22 tháng 12: Otto Probst, chính trị gia Áo, (sinh 1911)
- 25 tháng 12: Alfred Wickenburg, họa sĩ Áo, nghệ sĩ tạo hình (sinh 1895)
- 26 tháng 12: Fritz Büchtger, nhà soạn nhạc Đức (sinh 1903)
- 27 tháng 12: Bob Luman, ca sĩ nhạc country Mỹ (sinh 1937)
- 27 tháng 12: Houari Boumedienne, lãnh đạo nhà nước Algérie (sinh 1925)
- 28 tháng 12: Wilhelm Troll, nhà thực vật học Đức (sinh 1897)

## Giải thưởng Nobel
- Hóa học - Peter D. Mitchell
- Văn học - Isaac Bashevis Singer
- Hòa bình - Mohamed Anwar Al-Sadat, Menachem Begin
- Vật lý - Pyotr Leonidovich Kapitsa, Arno Allan Penzias, Robert Woodrow Wilson
- Y học - Werner Arber, Daniel Nathans, Hamilton O. Smith
- Kinh tế - Herbert Simon